# 1964-es magyar teniszbajnokság
Az 1964-es magyar teniszbajnokság a hatvanötödik magyar bajnokság volt. A bajnokságot július 20. és 26. között rendezték meg Budapesten, a Kisstadion teniszpályáin, majd péntektől a Dózsa margitszigeti teniszstadionjában.

## Eredmények
| Versenyszám  | Arany                                          | Arany | Ezüst                                                   | Ezüst | Bronz                                                                                             | Bronz |
| ------------ | ---------------------------------------------- | ----- | ------------------------------------------------------- | ----- | ------------------------------------------------------------------------------------------------- | ----- |
| Férfi egyéni | Gulyás István Újpesti Dózsa                    |       | Szikszay András Újpesti Dózsa                           |       | Komáromy Ferenc Vasas SCKatona Zoltán Újpesti Dózsa                                               |       |
| Női egyéni   | Polgár Erzsébet Újpesti Dózsa                  |       | Bardóczy Klára Bp. Honvéd                               |       | Kunovits Zsuzsa Újpesti DózsaMonori Judith Diósgyőri VTK                                          |       |
| Férfi páros  | Gulyás István, Szikszay András Újpesti Dózsa   |       | Komáromy Ferenc, Zentai Ferenc Vasas SC                 |       | Szőke Péter, Szőcsik András Bp. Vörös MeteorLénárt László, Fehér János Újpesti Dózsa              |       |
| Női páros    | Bardóczy Klára, Széll Erzsébet Bp. Honvéd      |       | Polgár Erzsébet, Posta Katalin Újpesti Dózsa            |       | Szabó Éva, Monori Judith Haladás VSE, Diósgyőri VTKKunovits Zsuzsa, dr. Vajda Paula Újpesti Dózsa |       |
| Vegyes páros | Szikszay András, Polgár Erzsébet Újpesti Dózsa |       | Gulyás István, Bardóczy Klára Újpesti Dózsa, Bp. Honvéd |       | Komáromy Ferenc, Fehér Gyöngyi Vasas SCPrihradny Tamás, Tóth Judit Vasas SC                       |       |

Megjegyzés: A Tenisz Híradó szerint női párosban Monori Judith párja Szabó Márta (DVTK) volt.